# Craspedosis cyanea
Craspedosis cyanea är en fjärilsart som beskrevs av Rothschild och Jordan 1905. Craspedosis cyanea ingår i släktet Craspedosis och familjen mätare. Inga underarter finns listade i Catalogue of Life.